# Ravenscourt Park (stanice metra v Londýně)
Ravenscourt Park je stanice metra v Londýně, otevřená 1. ledna 1869. Elektrifikace proběhla roku 1905. Podél části stanice je viadukt. Dříve zde jezdily linky: Metropolitan Line a Hammersmith & City Line. Autobusové spojení zajišťují linky: 27, 190, 266, 391, H91 a noční linky: N9 a N11. Stanice se nachází v přepravní zóně 2 a leží na lince:
- District Line mezi stanicemi Stamford Brook a Hammersmith.

| Rok  | Počet cestujících |
| ---- | ----------------- |
| 2011 | 2,65 mil          |
| 2012 | 2,75 mil          |
| 2013 | 2,77 mil          |
| 2014 | 2,91 mil          |